# Bubba Ho-Tep
Bubba Ho-Tep ist eine US-amerikanische Horrorkomödie von Don Coscarelli, basierend auf der gleichnamigen Kurzgeschichte von Joe R. Lansdale. Der Film gilt weitgehend als Trashfilm, obwohl er nur wenige typische Elemente dieses Genres beinhaltet.

## Handlung
Zwei Männer, die von sich behaupten, Elvis Presley und John F. Kennedy zu sein, führen im Jahr 2002 in einem texanischen Altenheim ein trauriges und belangloses Leben. Nach mehreren mysteriösen Todesfällen stellen die beiden Nachforschungen an und kommen so auf die Spur einer altägyptischen Mumie, die sich von den geschwächten Seelen der alten Bewohner ernährt. Gemeinsam schöpfen Elvis und John Mut und beschließen, als verzweifelten Versuch, einen Sinn in ihr Ableben zu bringen, die Mumie zu bekämpfen.
Nach einer langen Jagd kommt es im Park des Altenheims zum Showdown, in dem sie die Mumie bezwingen und anschließend an ihren eigenen Verletzungen sterben. Durch ihre letzte gute Tat jedoch befreien sie die Seelen der alten Menschen und retten ihre eigenen.

## Hintergründe
- Der Film kostete insgesamt eine Million US-Dollar und spielte weltweit 1,2 Millionen Dollar ein.
- Bruce Campbell war zum Zeitpunkt der Veröffentlichung des Films 44 Jahre alt, spielte im Film aber den 65-jährigen Elvis Presley, musste also mit Schminke um rund 21 Jahre älter gemacht werden.
- Im Abspann wird als Darsteller Bubba Ho-Teps der altägyptische Hohepriester Imhotep angegeben.
- Gedreht wurde der Film in einem unbenutzten Gebäude des Rancho Los Amigos National Rehabilitation Center in Downey, Kalifornien.[2]
- Eine Fortsetzung mit dem Namen Bubba Nosferatu: Curse of the She-Vampires, war seit 2009 in Gesprächen und wurde 2013 in Scriptform abgeschlossen.[3] Eine Verfilmung wurde bis heute aber nicht realisiert.[4]
- Joe R. Lansdale veröffentlicht am 31. Oktober 2017 über Subterranean Press das Sequel seiner Kurzgeschichte „Bubba-Ho-Tep“, unter dem Titel „Bubba and the Cosmic Blood-Suckers“.[5]

## Auszeichnungen
Der Film wurde für das beste Drehbuch mit einem Bram Stoker Award ausgezeichnet, Hauptdarsteller Bruce Campbell und Drehbuchautor Don Coscarelli erhielten zudem den Preis der Jury des U.S. Comedy Arts Festival.

## Kritiken
„Abstrus-originelle Horrorkomödie, die die hirnrissige Handlung völlig überzogen abspult. Hauptdarsteller Bruce Campbell, ein Veteran des Hard-Core-Horror (‚Tanz der Teufel‘), überzeugt als einziger unter den Darstellern.“

Auch auf Rotten Tomatoes erhielt die trashige Horrorkomödie überwiegend positive Kritiken, wobei sich die 105 Reviews und die über 50.000 Einzelbewertungen einig waren und jeweils zu 79 Prozent positiv bewerteten.